# Список предстоятелей Грузинской православной церкви
Список Предстоятелей Грузинской православной церкви

## Мцхетские Архиепископы
1. Иоанн I (335—363),
2. Иаков (363—375),
3. Иов (375—390),
4. Илия I (390—400),
5. Симон I (400—410),
6. Моисей (410—425),
7. Иона (425—429),
8. Иеремия (429—433),
9. Григорий I (433—434),
10. Василий I (434—436),
11. Глонахор (Мобидане) (436—448),
12. Иоиль I (448—452),
13. Михаил I (452—467).

## Католикосы-Архиепископы Иверии
1. Петр I (467—474),
2. Самуил I (474—502),
3. Гавриил I (502—510),
4. Тавпечаг I (510—516),
5. Чирмаг I (516—523),
6. Савва I (523—532),
7. Эвлавий (532—544),
8. Самуил II (544—553),
9. Макарий (553—569),
10. Свимон II (569—575),
11. Самуил III (575—582),
12. Самуил IV (582—591),
13. Варфоломей (591—595),
14. Кирион I (595/599—610/614/616),
15. Иоанн II (610—619),
16. Вавила (619—629),
17. Табори (629—634),
18. Самуил V (634—640),
19. Эвнон (640—649),
20. Тавпечаг II (649—664),
21. Эвлалий (664—668),
22. Иоиль II (668—670),
23. Самуил VI (670—677),
24. Георгий I (677—678),
25. Кирион II (678—683),
26. Изид-Бозид (683—685),
27. Феодор I (685—689),
28. Петр II (689—720),
29. Талале (720—731),
30. Мамай (731—744),
31. Иоанн III (744—760),
32. Григорий II (760—767),
33. Сармеане (767—774),
34. Михаил II (774—780),
35. Самуил VII (780—790),
36. Кирилл (791—802),
37. Григорий III (802—814),
38. Самуил VIII (814—826),
39. Георгий II (826—838),
40. Гавриил II (838—850),
41. Иларион I (850—860),
42. Арсений I (860—887),
43. Евсухий (887—900),
44. Климент (900—914),
45. Василий II (914—930),
46. Михаил III (930—944),
47. Давид I (944—955),
48. Арсений II (955—980),
49. Иоанн IV (Окропири) (980—1001),
50. Свимон III (1001—1012).

## Католикосы-Патриархи всея Грузии
1. Мелхиседек I (1012—1030, 1039—1045)
2. Иоанн II (Окропири) (1031—1039, 1045—1049)
3. Евфимий I (1049—1055)
4. Георгий III (Таоэли; 1055—1065)
5. Гавриил III (Сапарели; 1065—1080)
6. Димитрий (1080—1090)
7. Василий III (Каричисдзе; 1090—1100)
8. Иоанн IV (Сапарели; 1100—1142)
9. Свимон IV (Гулаберисдзе; 1142—1146)
10. Савва II (1146—1150)
11. Николай I (Гулаберисдзе; 1150—1174)
12. Михаил IV (Мирианисдзе; 1178—1186)
13. Феодор II (1186—1206)
14. Василий IV (1206—1208)
15. Иоанн V (1208—1210)
16. Епифаний (1210—1220)
17. Евфимий II (1220—1222)
18. Арсений III (1222—1225)
19. Георгий IV (1225—1230)
20. Арсений IV (Булмаисимисдзе; 1230—1240)
21. Николай II (1240—1280)
22. Авраамий I (1280—1310)
23. Евфимий III (1310—1325)
24. Михаил V (1325—1330)
25. Василий V (1330—1350)
26. Дорофей I (1350—1356)
27. Шио I (1356—1364)
28. Николай III (1364—1380)
29. Георгий V (1380—1399)
30. Илия I (Гобирахисдзе; 1399—1411)
31. Михаил VI (1411—1426)
32. Давид II (Багратиони; 1426—1430), сын царя Александра Великого
33. Феодор III (1430—1435)
34. Давид III (Гобеладзе; 1435—1439, 1443—1459)
35. Шио II (1440—1443)
36. Марк (1460—1466)
37. Давид IV (1466—1479)
38. Евагрий (1480—1492, 1500—1503)
39. Авраамий II (1492—1497)
40. Ефрем I (1497—1500)
41. Дорофей II (1503—1510, 1511—1516)
42. Дионисий (1510—1511)
43. Василий VI (1517—1528)
44. Малахия (1528—1538)
45. Мелхиседек II (Багратиони; 1538—1541), сын царя Константина II
46. Герман (1541—1547)
47. Свимон V (1547—1550)
48. Зеведей I (1550—1557)
49. Доментий I (1557—1562)
50. Николай IV (Бараташвили; 1562—1584)
51. Николай V (Багратиони; 1584—1591), сын царя Кахети Левана
52. Дорофей III (1592—1599)
53. Доментий II (1599—1603)
54. Зеведей II (1603—1610)
55. Иоанн VI (Авалишвили; 1610—1613)
56. Христофор I (1613—1622)
57. Захария (Джорджадзе; 1623—1630)
58. Евдемий I (Диасамидзе; 1630—1638)
59. Христофор II (Урдубегишвили Амилахвари; 1638—1660)
60. Доментий III (Багратиони; 1660—1675), сын Кайхосро Мухранбатони, двоюродный брат царя Вахтанга V
61. Николай VI (Магаладзе; 1675—1676)
62. Николай VII (Амилахвари; 1676—1687, 1691—1695)
63. Иоанн VII (Диасамидзе; 1687—1691, 1696—1700)
64. Евдемий II (Диасамидзе; 1700—1703)
65. Доментий IV (Багратиони; 1704—1725, 1739—1741), брат царя Вахтанга VI
66. Виссарион (Орбелиани; 1725—1737)
67. Кирилл (1737—1739)
68. Николай VIII (Херхеулидзе; 1742—1744);
69. Антоний I (Теймураз Багратиони; 1744—1755, 1764—1788), сын царя Иессе
70. Иосиф (Джандиери; 1755—1764)
71. Антоний II (Багратиони; 1788—1811), сын царя Картл-Кахети Ираклия II

## Экзархи Грузии
1. Митрополит Варлаам (Эристави) (1811—1817),
2. Митрополит Феофилакт (Русанов) (1817—1821),
3. Митрополит Иона (Василевский) (1821—1834),
4. Архиепископ Моисей (Богданов-Платонов) (1832—1834),
5. Архиепископ Евгений (Баженов) (1834—1844),
6. Архиепископ Исидор (Никольский) (1844—1858),
7. Архиепископ Евсевий (Ильинский) (1858—1877),
8. Архиепископ Иоанникий (Руднев) (1877—1882),
9. Архиепископ Павел (Лебедев) (1882—1887),
10. Архиепископ Палладий (Раев) (1887—1892),
11. Архиепископ Владимир (Богоявленский) (1892—1898),
12. Архиепископ Флавиан (Городецкий) (1898—1901),
13. Архиепископ Алексий (Опоцкий) (1901—1905),
14. Архиепископ Николай (Налимов) (1905—1906),
15. Архиепископ Никон (Софийский) (1906—1908),
16. Архиепископ Иннокентий (Беляев) (1909—1913),
17. Архиепископ Алексий II (Молчанов) (1913—1914),
18. Архиепископ Питирим (Окнов) (1914—1915),
19. Архиепископ Платон (Рождественский) (1915—1917).

## Католикосы-Патриархи всея Грузии
1. Кирион II (Садзаглишвили) (1917—1918);
2. Леонид (Окропиридзе) (1918—1921);
3. Амвросий (Хелая) (1921—1927);
4. Христофор III (Цицкишвили) (1927—1932);
5. Каллистрат (Цинцадзе) (1932—1952);
6. Мелхиседек III (Пхаладзе) (1952—1960);
7. Ефрем II (Сидамонидзе) (1960—1972);
8. Давид V (Девдариани) (1972—1977);
9. Илия II (Гудушаури-Шиолашвили) (с 25 декабря 1977).